# John Casey (mathématicien)
Pour les articles homonymes, voir John Casey et Casey.
John Casey (12 mai 1820, Kilbehenny, Irlande – 3 janvier 1891, Dublin) est un géomètre irlandais. Il est connu pour le théorème de Casey sur un cercle qui est tangent à quatre autres cercles, une extension du problème d'Apollonius. Cependant, il a contribué plusieurs nouvelles preuves et perspectives en géométrie euclidienne. Lui et Émile Lemoine sont considérés comme les cofondateurs de la géométrie moderne du cercle et du triangle.

## Biographie
Il est né en Kilbehenny (en), à Limerick, en Irlande et étudie localement à Mitchelstown, avant de devenir un enseignant sous l'autorité de la Commission de l'Éducation Nationale. Plus tard, il devient directeur des Central Model Schools à Kilkenny. Par la suite, il entre au Trinity College en tant qu'étudiant en 1858, et obtient son diplôme de Bachelor of Arts en 1862. Il est ensuite maître de mathématiques à l'École Kingston (1862-1873), professeur de mathématiques supérieures et de physique mathématique à la nouvellement créée Université catholique d'Irlande (1873-1881) et maître de conférences en mathématiques au University College de Dublin (1881-1891).

## Prix et distinctions
En 1869, Casey reçoit le grade honorifique de docteur en droit par l'Université de Dublin. Il est élu Fellow of the Royal Society en juin 1875. Il est élu à l'Académie royale d'Irlande et, en 1880, est devenu membre de son conseil. En 1878, l'Académie lui a conféré la très convoitée Médaille d'Or Cunningham. Son travail a également été reconnu par le gouvernement norvégien, entre autres. Il est élu membre de la Société mathématique de France en 1884 et reçoit le grade honorifique de docteur en droit de l'Université Royale d'Irlande en 1885.

## Principaux travaux
- 1880: Sur les transformations cubiques
- 1881: On Cyclides and Sphero-quartics, à partir de l'Internet Archive
- 1882: The First Six Books of the Elements of Euclid, lien du Projet Gutenberg
- 1885: A Treatise on the Analytic Geometry of the Point, Line, Circle and Conic Sections, Deuxième édition, 1893, des liens de Internet Archive
- En 1886, A Sequel to the First Six Books of Euclid, 4e édition, lien à partir d'Internet Archive
- 1886: A Treatise on Elementary Trigonometry (Dublin, 1886)
- 1888: A Treatise on Plane Trigonometry containing an account of the Hyperbolic Functions
- 1889: A Treatise on Spherical Geometry, lien à partir d'Internet Archive

## Sources
- Irish Monthly (1891), XIX, 106, 152
- Proc. Royal Society (1891), XLIX, 30, p. xxiv.